# Henriette Reker
Pour les articles homonymes, voir Reker.
Henriette Reker, née le 9 décembre 1956 à Cologne, est une avocate et femme politique allemande. Elle est bourgmestre de Cologne depuis le 22 octobre 2015.

## Biographie
En 2015, Henriette Reker décide de se présenter à la mairie de Cologne. Elle fait campagne comme candidate indépendante, mais elle bénéficie du soutien de la CDU, du FDP et des Verts.
Le 18 octobre 2015, elle est élue bourgmestre de Cologne dès le 1er tour avec 52,64 % des voix. Elle est installée officiellement dans ses fonctions le 22 octobre.

### Tentative d'assassinat
Le 17 octobre 2015, alors qu'elle se trouve à un stand d'informations de la CDU sur un marché de Cologne, Henriette Reker est gravement blessée au ventre et à la gorge à coups de couteau par un homme opposé à l'arrivée de réfugiés. L'agresseur est un Allemand de 44 ans originaire de Bonn, chômeur de longue durée, membre au début des années 1990 d'un parti d'extrême droite interdit depuis et n'ayant plus de contact avec cette mouvance ; il aurait été repéré pour ses commentaires xénophobes sur divers forums sur internet.

### Maire de Cologne
C'est au cours de son mandat qu'a eu lieu, lors de la nuit de la Saint-Sylvestre 2015/2016, une vague, inédite par son ampleur, d'agressions, notamment sexuelles, envers plus de 500 femmes près de la gare de Cologne par des hommes décrits comme « d’origine arabe et nord-africaine ». La première magistrate de la ville a été sévèrement critiquée sur les réseaux sociaux en raison de sa réaction de « Victim blaming » (« blâmer la victime ») : elle donnait, en effet, comme conseil aux femmes de se tenir  « à une certaine distance, plus longue que le bras » des inconnus (« Auf Armlänge Abstand halten »),,,,. Le polémiste Mathieu Bock-Côté voit dans cette injonction « une inversion du devoir d'intégration ».

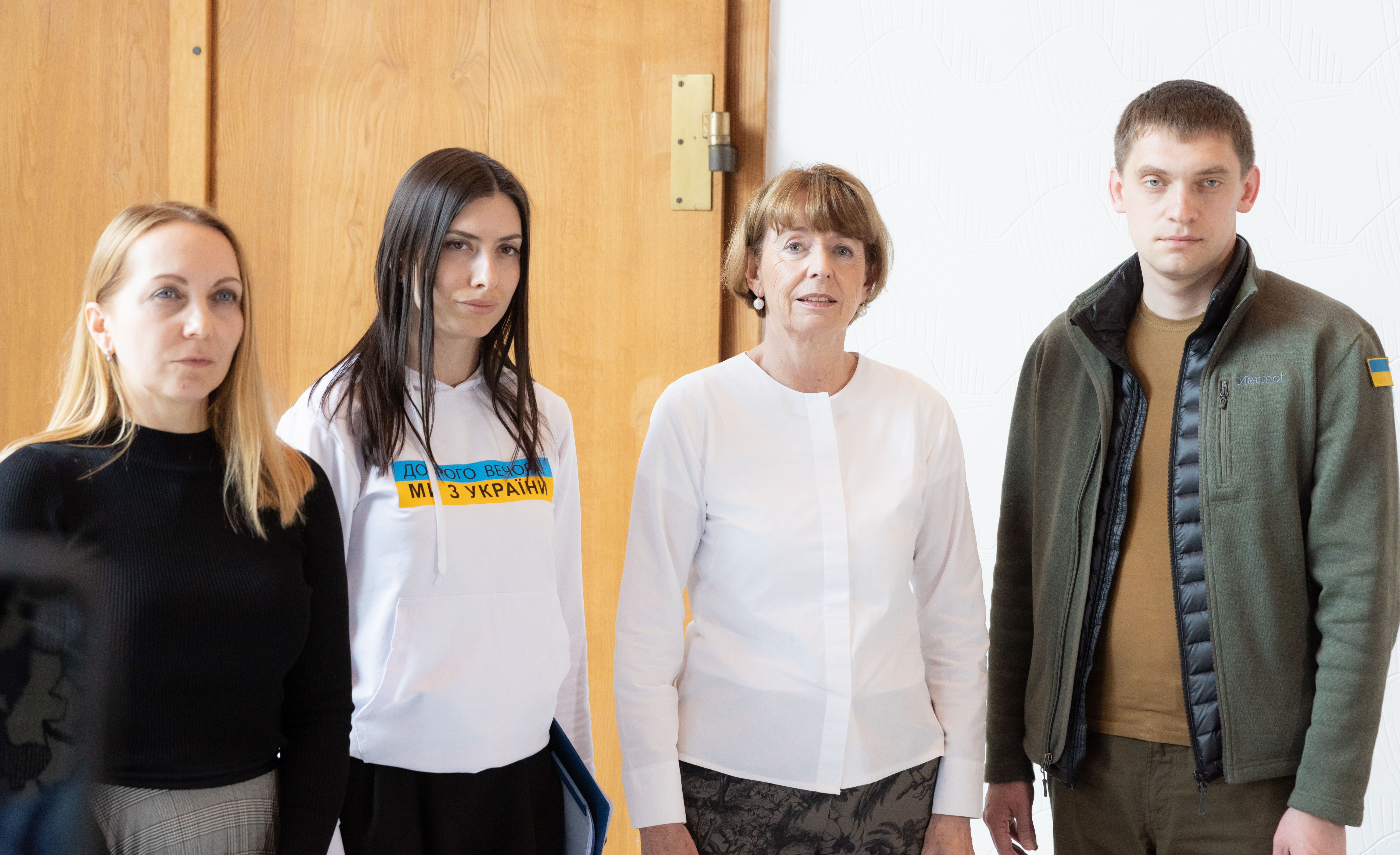
A la mairie, Mme Reker reçoit les députées ukrainiennes Olena Khomenko et Maria Mezentseva ainsi que Ivan Fedorov, maire de Mélitopol en avril 2022.

Le 27 septembre 2020, elle est réélue au second tour en obtenant 59 % des voix face au candidat du SPD, Andreas Kossiski.